# Inodrillia miamia
Inodrillia miamia är en snäckart som beskrevs av Bartsch 1943. Inodrillia miamia ingår i släktet Inodrillia och familjen Turridae. Inga underarter finns listade i Catalogue of Life.